# Denise Lampart
Denise Lampart (* 1962 in Bern) ist eine Schweizer Choreografin, Lehrbeauftragte und Produktionsleiterin an der Zürcher Hochschule der Künste. Ausserdem war sie schon früh auch als Coach tätig, unter anderem für die Ballettschule des Opernhauses Zürich.
Ihre klassische Tanzausbildung erhielt sie in Paris, Zürich und Berlin. Anfang der 1980er Jahre lernte sie an der Tanzberufsschule PLUS und von 1983 bis 1994 am CH-Tanztheater, an dem sie anschliessend für fast zehn Jahre weitertanzte, inszenierte und choreografierte. Auch am 1996 gegründeten Tanzhaus Zürich war sie als Trainingsleiterin aktiv. So ist sie beispielsweise für das Jahr 2011 als Trainingsleiterin dokumentiert.
1992 begann sie mit ihrer Selbständigkeit und machte drei Jahre später mit Denise Lampart Compagnie ihre eigene Tanzschule auf. Für ihre Arbeit tänzerischer und künstlerischer Tätigkeit würdigte die Stadt Zürich sie mehrfach mit Auszeichnungen und Förderpreisen.